# In the Rain
In the Rain to siódmy już studyjny album grupy Sol Invictus, wydany w 1995 roku (zob. 1995 w muzyce).

Jest on bardziej stonowany, wyciszony niż poprzednie krążki zespołu, sam tytuł wskazuje na towarzyszący nagraniom melancholijny klimat. Tony Wakeford wprowadził też do swoich nagrań więcej orkiestrowych aranżacji (obie wersje Europa in the Rain), zapewne pod wpływem doświadczeń ze swojej innej, bardziej klasycznie-orkiestrowo zorientowanej grupy - L'Orchestre Noir.
Oprócz Wakeforda na płycie zagrali też Karl Blake i Eric Roger.

## Lista utworów
1. Europa in the Rain I
2. Stay
3. Believe Me
4. Down the Years
5. In the Rain
6. Fall Like Rain
7. Oh What Fun
8. An English Garden
9. The World Shrugged
10. In Days to Come
11. Europa in the Rain II